# Theridion clivalum
Theridion clivalum là một loài nhện trong họ Theridiidae.
Loài này thuộc chi Theridion. Theridion clivalum được Chuandian Zhu miêu tả năm 1998.